# Diadème

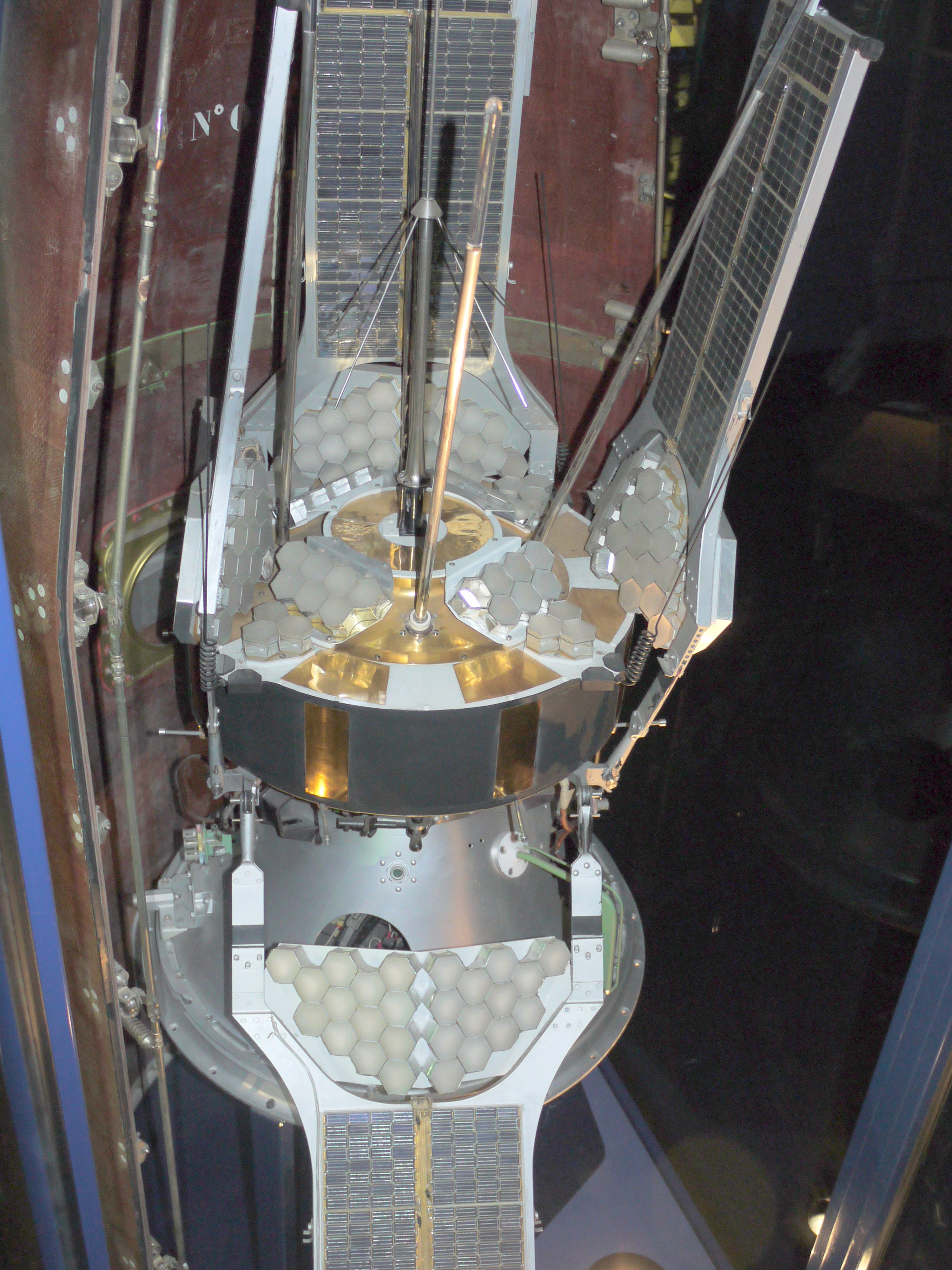
Maqueta de los satélites Diadème en el Museo del Aire y el Espacio, en Le Bourget (París).

Diadème es el nombre de un par de satélites artificiales franceses lanzados en febrero de 1967 mediante cohetes Diamant.

## Objetivos
El objetivo de Diadème 1 y 2 era realizar estudios geodésicos mediante técnicas de efecto Doppler y telemetría láser. También fueron usados para probar un sistema de navegación por satélite.

## Características
Ambos satélites tenían una masa de unos 23 kg. Además del oscilador Doppler y los reflectores láser, los satélites también portaban una radiobaliza funcionando a 136 MHz para la transmisión de datos telemétricos. Los satélites se estabilizaban en función del campo magnético terrestre, con el eje del satélite tangente a las líneas de fuerza. Inicialmente sólo tres estaciones de seguimiento francesas, todas alrededor del Mediterráneo, siguieron a los satélites. Más tarde se estableció un programa de seguimiento mundial, con la participación de dos estaciones de seguimiento estadounidenses.
Diadème 1, lanzado el 8 de febrero de 1967, falló el 2 de enero de 1970, aunque pudo ser seguido por láser hasta junio de 1971.
Diadème 2, lanzado el 15 de febrero de 1967, dejó de funcionar el 5 de abril de ese mismo año, aunque fue seguido por láser hasta julio de 1971.